# Puracé
Puracé – stratowulkan w południowo-zachodniej Kolumbii, w departamencie Cauca, w Kordylierze Środkowej (Andy), na terenie Parku Narodowego Puracé.
Stożek wulkaniczny zbudowany z andezytu wznosi się na wysokość 4650 m n.p.m. i zwieńczony jest kraterem o średnicy 500 m. U podstawy leży dacytowy wulkan tarczowy.
Puracé jest wulkanem czynnym, jednym z najaktywniejszych w Kolumbii. W XIX i XX wieku wielokrotnie dochodziło do jego erupcji – największe miały miejsce w latach 1849, 1869 i 1885, osiągając poziom 3. w skali VEI. Ostatnia zaobserwowana erupcja wystąpiła w marcu 1977 roku.